# 內斯蒂納里冰原島峰

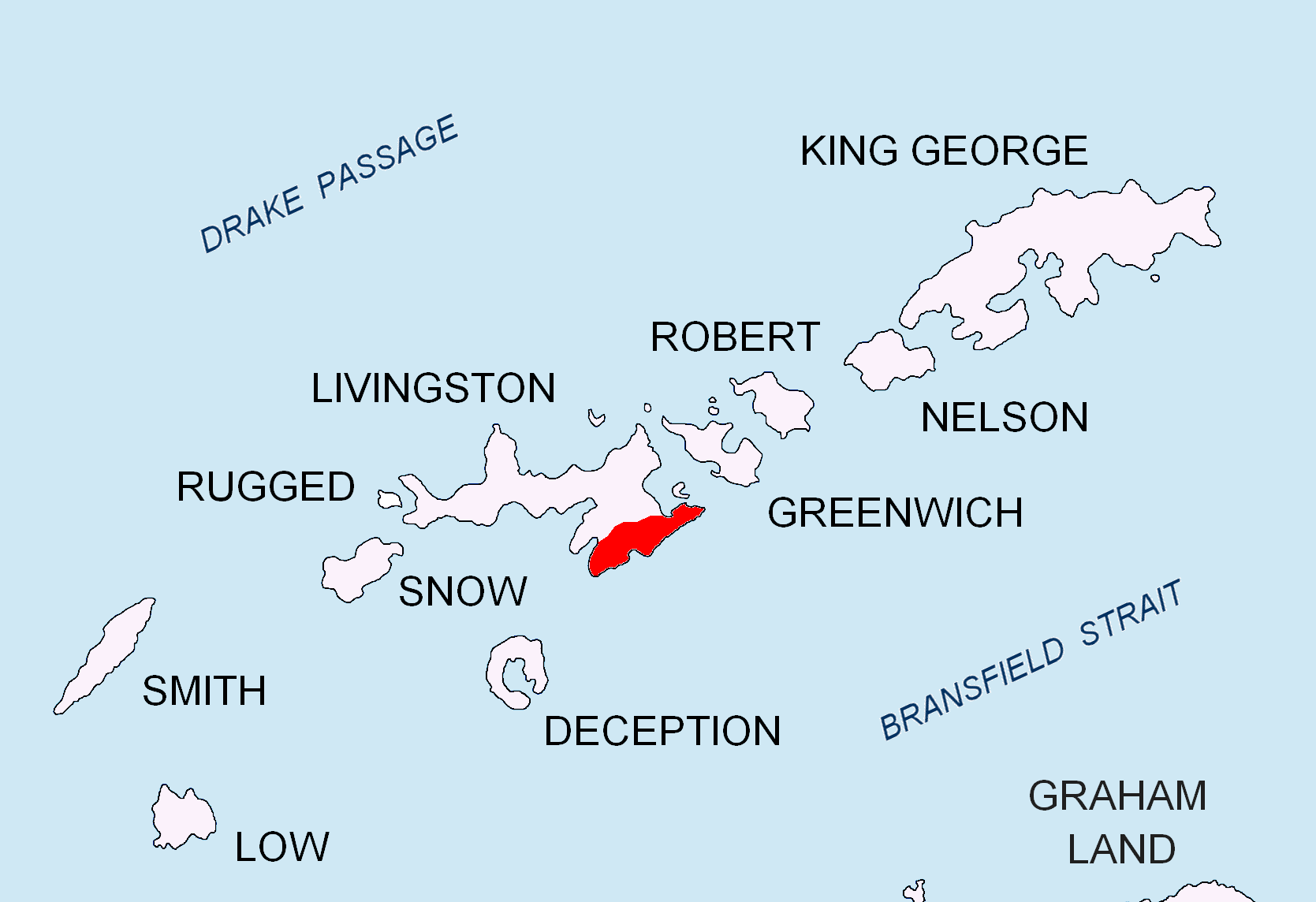

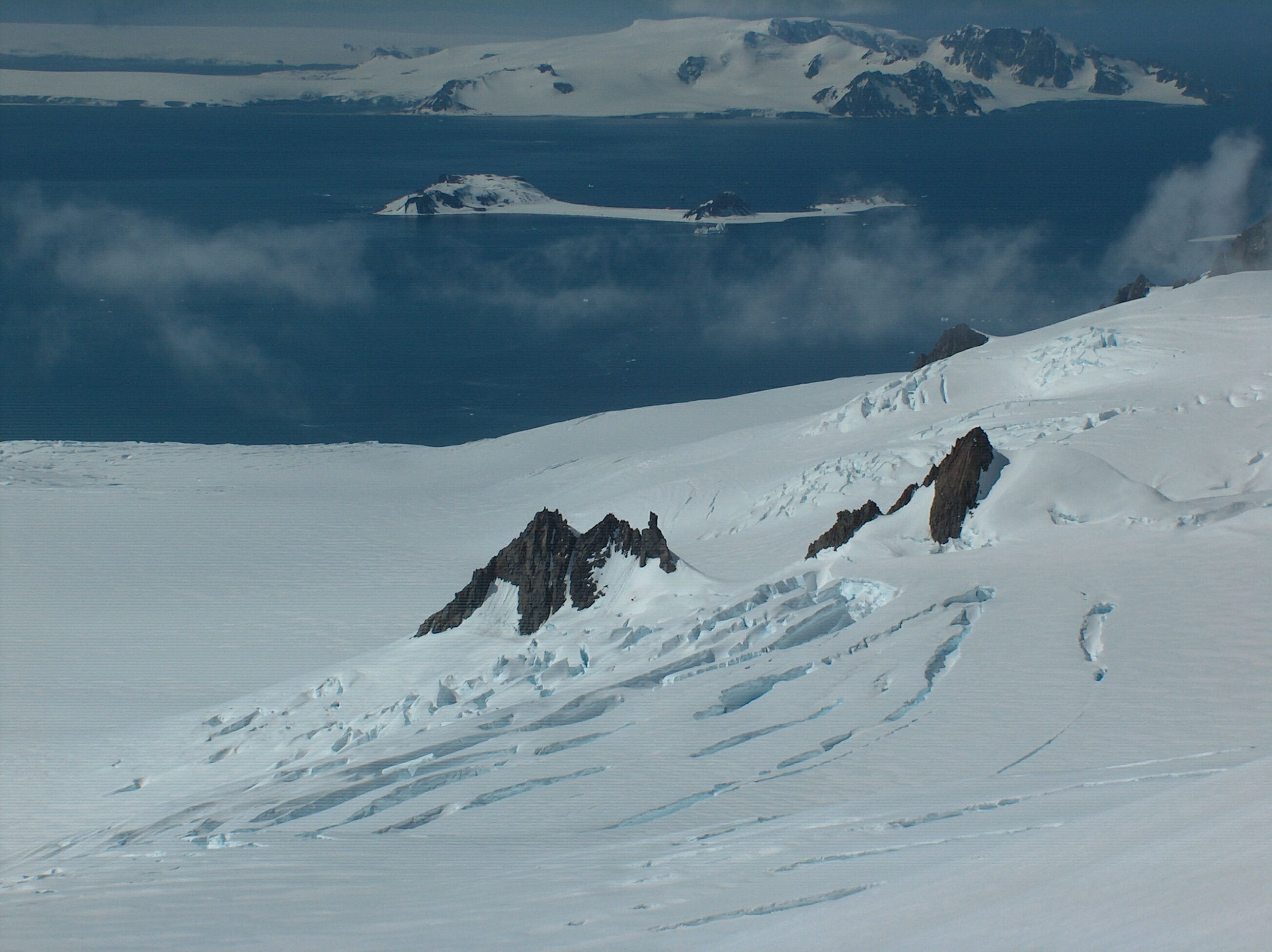

內斯蒂納里冰原島峰是南極洲的冰原島峰，位於南設得蘭群島的利文斯頓島，處於洛曾冰原島峰以東2.55公里、庫茲馬海穹東南面3.88公里和普拉納峰西北面1.1公里。
62°38′43.5″S 60°05′19.5″W / 62.645417°S 60.088750°W

## 外部連結
- SCAR Composite Gazetteer of Antarctica（页面存档备份，存于）